# Йовчо Хитров
Йовчо Колев Хитров е български офицер, полковник и политик. Кмет на Стара Загора в периода май 1908 – август 1909 г.

## Биография
Роден е през 1862 г. в село Кортен. Завършва военно училище в София и служи като офицер последователно в Сливен, Бургас, Казанлък, Харманли и Стара Загора. Взима участие в Балканската, Междусъюзническата и Първата световна война. Членува в Демократическата партия и е председател на организацията ѝ в Стара Загора. През 1919 г. става директор на Популярна банка в същия град. Умира през 1921 г. в София.